# Muzeum Ziemi Staszowskiej w Staszowie
Muzeum Ziemi Staszowskiej w Staszowie – muzeum położone w Staszowie. Placówka działa w ramach Staszowskiego Ośrodka Kultury.
W skład zbiorów placówki wchodzą eksponaty związane z historią Staszowa i okolic, w tym bogata kolekcja lokalnych numizmatów. Osobne ekspozycje dotyczą tutejszego rzemiosła, społeczności żydowskiej oraz działalności oddziału partyzanckiego „Jędrusie” podczas II wojny światowej. W muzeum znajduje się również wystawa sztuki ludowej lokalnych twórców.
Muzeum jest czynne we wtorki, czwartki i piątki.